# سوغوجاک (آرهاوی)
سوغوجاک (به ترکی استانبولی: Soğucak، به ارمنی: Պատաջուր Վերին) یک منطقهٔ مسکونی در ترکیه است که در آرهاوی واقع شده‌است. سوغوجاک ۶۳ نفر جمعیت دارد.